# Нёльтинг, Эрик
Карл Вильгельм Эрик Август Нёльтинг (нем. Karl Wilhelm Erik August Nölting; 20 ноября 1892, Плеттенберг, Германская империя, — 15 июля 1953, Хан, ФРГ) — немецкий политик, член СДПГ, первый министр экономики земли Северный Рейн-Вестфалия.

## Биография
Был вторым из четырёх детей в семье прусского судебного обер-инспектора. Посещал билефельдскую гимназию и уже тогда приобрел критическое отношение к кайзеровской Германии. Затем изучал в Галле, Мюнхене, Берлине и Франкфурте-на-Майне социологию и национальную экономику, также слушая лекции по юриспруденции, германистике и театроведению. В это же время вступил в партию «Демократическое объединение» (образовавшуюся после выхода леволиберальных членов из партии «Свободомыслящее объединение»). После начала Первой мировой войны пошел на фронт добровольцем, но в 1917 году был демобилизован по причине куриной слепоты. До 1918 года заведовал хозяйственным управлением города Губена, собирая там материал для диссертации. В 1919 году во Франкфурте-на-Майне защитил у Франца Оппенгеймера диссертацию на соискание степени доктора политических наук. С весны 1920 года преподавал общественно-политические и экономические науки в Государственной Высшей школе в Детмольде, в ганноверской академии Лейбница, а с 1923 года в Академии труда во Франкфурте-на-Майне.
В 1921 году Нёльтинг присоединился к СДПГ; в 1925 году принял участие в Гейдельбергском съезде, а в 1928 году был избран в прусский ландтаг. Будучи в партии, он большей частью проявлял себя как экономист, а не партийный функционер.
В феврале 1933 года, находясь в голландском городе Хилверсюм и выступая на местном радио, Нёльтинг высказался против национал-социализма. В результате он был лишен профессуры, ему было запрещено проживание во Франкфурте-на-Майне и Билефельде, а книга Нёльтинга Einführung in die Theorie der Volkswirtschaft оказалась среди книг, сожженных нацистами 10 мая. Нёльтинг переехал в Берлин, а позднее в Медебах. Чтобы остаться на плаву, он пытался зарабатывать писательским трудом (как под своим настоящим именем, так и под псевдонимами), однако по большей части зависел от поддержки друзей.
После окончания войны безуспешно пытался найти работу во Франкфурте-на-Майне. В июне-июле 1945 года по протекции своего знакомого по прусскому ландтагу Фрица Фриса работал в администрации округа Арнсберг. В сентябре был назначен генеральным референтом правительства провинции Вестфалия по экономике. 29 августа 1946 года стал министром экономики земли Северный Рейн-Вестфалия, особенно проявив себя в этом качестве после окончания демонтажа объектов германской промышленности.
В 1947 году был избран депутатом на первых выборах в ландтаг. В 1949 году баллотировался в изерлонском округе на первых выборах в бундестаг и выиграл их, получив 34,5 % голосов. В 1950 году в Северном Рейне-Вестфалии было сформировано новое правительство, в состав которого Нёльтинг не вошел. После этого он сосредоточился на депутатской деятельности по двум мандатам, а также занялся публицистикой. В зимнем семестре 1950—1951 годов руководил отделом экономики Социальной академии Дортмунда, основанной при его поддержке.
В 1953 году повторно баллотировался в бундестаг, однако 15 июля умер от инфаркта во время предвыборного мероприятия.